# 尊龍客運高速公路火燒車事件
尊龍客運高速公路火燒車事件，為2003年7月21日上午2時55分，發生在台灣北二高土城交流道北上40公里處的一起重大國道客運的交通事故，共造成6人死亡、4人輕重傷，為台灣自1992年健康幼稚園火燒車事件以來的第二起造成重大傷亡的大客車火燒車事件，當時台灣各大媒體亦大幅報導。

## 事故經過
2003年7月21日上午2時55分，內政部警政署國道公路警察局第六公路警察大隊（國道六隊）接獲報案，在北二高土城交流道北上40公里處發生嚴重追撞與火燒車意外。一輛停在快車道上、由司機徐君峰駕駛的小貨車，在沒有擺設任何警告標誌的情況下，拋錨在外側車道，加上天色黑暗，結果被緊跟而來的油罐車追撞。撞擊之後油罐車衝向路肩，而原本拋錨的小貨車則被撞到了中二車道。油罐車駕駛謝金祥把車停到路肩，準備下車理論，卻親眼目睹一輛從台中開往台北、由司機陳明昇駕駛的尊龍客運班車猛然撞上小貨車，終引發大火。
隨後臺北縣政府消防局消防隊抵達現場時，尊龍客運班車早已身陷火海。消防隊員立即拉起水線朝尊龍客運車廂灌救，但火勢實在延燒快速，讓人根本無法靠近。在大火受到控制之後，警察及消防隊員在尊龍客運車廂殘骸中發現了6名乘客不幸遭大火吞噬，6人可能都是在睡夢中驚醒在濃煙中找不到安全門而喪命，另有2名乘客、2名司機輕重傷。

## 家屬指控及檢警初步調查
事故發生後隔天，臺灣板橋地方法院檢察署檢察官簡美慧連同臺北市監理處及臺北縣監理處車輛檢查人員至現場勘驗，指出尊龍客運肇事班車為了加裝座椅，疑阻斷安全門；並指出尊龍客運改造車身違規情況非常嚴重，安全門沒有辦法順利開啟，以致於6名乘客不幸罹難。
此外，台北縣監理處還查出尊龍客運其餘29輛同款車在逃生口方面都有瑕疵，並於事發後要求尊龍客運將座椅拆除，以便淨空安全門。至於尊龍客運在車輛安全上有疏失，被中華民國交通部停止六個月行經高速公路免通行費的優惠，並罰款新台幣9萬元及吊扣牌照三個月。

## 刑事判決
在刑事責任部分，尊龍客運公司董事長徐明正和駕駛陳明昇、小貨車駕駛徐君峰、油罐車駕駛謝金祥，於2004年5月31日被臺灣板橋地方法院分別宣判業務過失致死罪成立。徐明正判1年10個月有期徒刑、陳明昇判1年有期徒刑、徐君峰判8個月有期徒刑、謝金祥判6個月有期徒刑確定。傷者及罹難者家屬對判決結果表達了不滿。

## 事件影響
- 交通部在事發後隔天，將29輛和尊龍客運發生意外同款車全部召回檢驗，並決定所有大客車之安全門旁不得設置座椅。
- 交通部在事發後決定，全台近1萬輛大客車，必須在事後一個月內完成車體檢查，尊龍客運所屬車輛更是確實嚴格檢驗。
- (尊龍客運趨近限期日始完成檢驗，次日辦理強制險退保與車籍過戶登記)。
- 發現尊龍客運行駛於國道上，不限次數見一次開一次罰單。(大約10~20張罰單/日/1車)。
- 大客車包括在市區行駛的公共汽車在內，加設了玻璃擊破槌以在緊急時刻可以破窗逃生。